# 1987年の世界ツーリングカー選手権
1987年の世界ツーリングカー選手権は、1987年3月22日にイタリアのモンツァ・サーキットで開幕し、11月8日に日本の富士スピードウェイで閉幕するまで、全11戦で争われた。

## 概要
1987年、世界ツーリングカー選手権（WTC)が開催されることになった。これは1986年に行われたFIA・ツーリングカー選手権（TCC）を発展させたもので、ツーリングカー・レースとして初めての世界選手権であった。WTCにはBMW、フォード、アルファロメオ、マセラティがワークスチームを派遣し、ドライバーズ・タイトルはBMWのロベルト・ラヴァーリアが、チームズ・タイトルはエッゲンバーガー・フォード7号車が獲得した。
見落とされがちなことであるが、ヨーロッパツーリングカー選手権については、前年限りで消滅したわけではなく、エントリー費用がより安い（6,000ドル）選手権として、この年も存続した。CiBiEmmeスポーツなど、幾つかのチームはWTCとは別に車両やドライバーをエントリーさせたが、選手権を分割させたこの試みは混乱を助長させたのみで終わり、翌年は再びヨーロッパツーリングカー選手権（ETC）として一本化された。しかしながら、この年に引き起こされた混乱と低迷は尾を引き、ETCは1988年をもってその歴史に一旦幕を下ろすこととなる。
2005年から「世界ツーリングカー選手権（World Touring Car Championship, WTCC）」という同じ名前の選手権が開催されることとなるが、耐久レース色の強いWTCに対してスプリントレースとなっているなど、内容としては大きく異なるものである。

## 車両
| Div. | 車種                                               | 排気量・種別    |
| ---- | -------------------------------------------------- | --------------- |
| 3    | マセラティ・ビトゥルボ                             | 2,491cc・ターボ |
| 3    | フォード・シエラRSコスワース フォード・シエラRS500 | 1,993cc・ターボ |
| 3    | ホールデン・コモドア                               | 4,980cc・NA     |
| 3    | フォード・マスタング                               | 4,968cc・NA     |
| 3    | BMW・635CSi                                        | 3,475cc・NA     |
| 3    | トヨタ・スープラ ターボ                            | 2,954cc・ターボ |
| 3    | ボルボ・240 ターボ                                 | 2,141cc・ターボ |
| 3    | 日産・スカイラインGTS-R (R31)                      | 2,029cc・ターボ |
| 3    | 日産・スカイラインRSターボ (R30)                   | 1,990cc・ターボ |
| 3    | 三菱・スタリオンターボ                             | 1,998cc・ターボ |
| 2    | BMW・M3                                            | 2,332cc・NA     |
| 2    | アルファロメオ・75ターボ                           | 1,779cc・ターボ |
| 2    | メルセデス・ベンツ・190E                           | 2,323cc・NA     |
| 1    | アルファロメオ・33                                 | 1,498cc・NA     |
| 1    | 日産・パルサーEN13                                 | 1,598cc・NA     |
| 1    | アウディ・80GLE                                    | 1,596cc・NA     |
| 1    | フォルクスワーゲン・ゴルフGT1                      | 1,596cc・NA     |
| 1    | ホンダ・シビック                                   | 1,595cc・NA     |
| 1    | トヨタ・カローラGTなど                             | 1,587cc・NA     |

BMW（BMW・M3）、フォード（フォード・シエラRSコスワース、シエラRS500）、アルファロメオ（アルファロメオ・75ターボ、33）、マセラティ（マセラティ・ビトゥルボ）が選手権にエントリーした。
ディビジョン2クラスのBMW・M3は、高いコーナリング性能を追求して前代の主力マシン・635CSiの直列6気筒から直列4気筒へとエンジン変更を行った。またスポイラーを装備して空力性能を向上させていた。
ディビジョン1のフォード・シエラ RSコスワースは直列4気筒エンジンにターボを装備したハイパワー・マシンで、シーズン中盤に大径ターボに換装されたエボリューションモデルのシエラ RS500が投入されると選手権におけるフォードの優位は確実なものとなった。RS500のエンジンは500馬力近いパワーを持ち、またスポイラーのモディファイなどによって大幅な競争力向上を達成していた。
アルファロメオは、ディビジョン2クラスの75ターボのエボリューションモデルを新たに開発した。チンスポイラー、サイドスカートを装備した75ターボのcd値は0.33を記録し、トランスアクスルによるマシンバランスの良さを美点としていた。またアルファロメオはディビジョン1クラスに33もワークスカーとしてエントリーさせた。13年ぶりにワークス活動を再開したマセラティはV6・ツインターボの高性能スポーツカーのビトゥルボを投入したが、マシンのチューンの度合いが低く競争力は不足していた。
エントリー費用値上げの影響により前年度に参戦したチームから選手権への参戦見合わせが相次いだため、前年度参戦していた車の中で、前年のマニュファクチャラーズタイトルホルダーであるトヨタほか、メルセデス・ベンツ、ボルボ、アウディ、フォルクスワーゲンの車両については、ワークスチームも含め選手権非参戦組のみが用いた。
タイヤは、選手権に参戦したチームを含め大部分がダンロップ、ピレリ、ヨコハマのいずれかを装着したが、それ以外ではブリヂストンを履いた車両（日産・スカイライン）もいた。

### 区分
車両区分（ディビジョン）については、排気量1,600cc以下の車両は「ディビジョン1」、1,600ccを超え2,400cc以下の車両は「ディビジョン2」、2,400ccを超える車両もしくは1,800ccを超えかつターボチャージャーを搭載している車両については「ディビジョン3」となっている（右表。太字は選手権参戦車両）。

## 出場車両一覧

### ディビジョン3

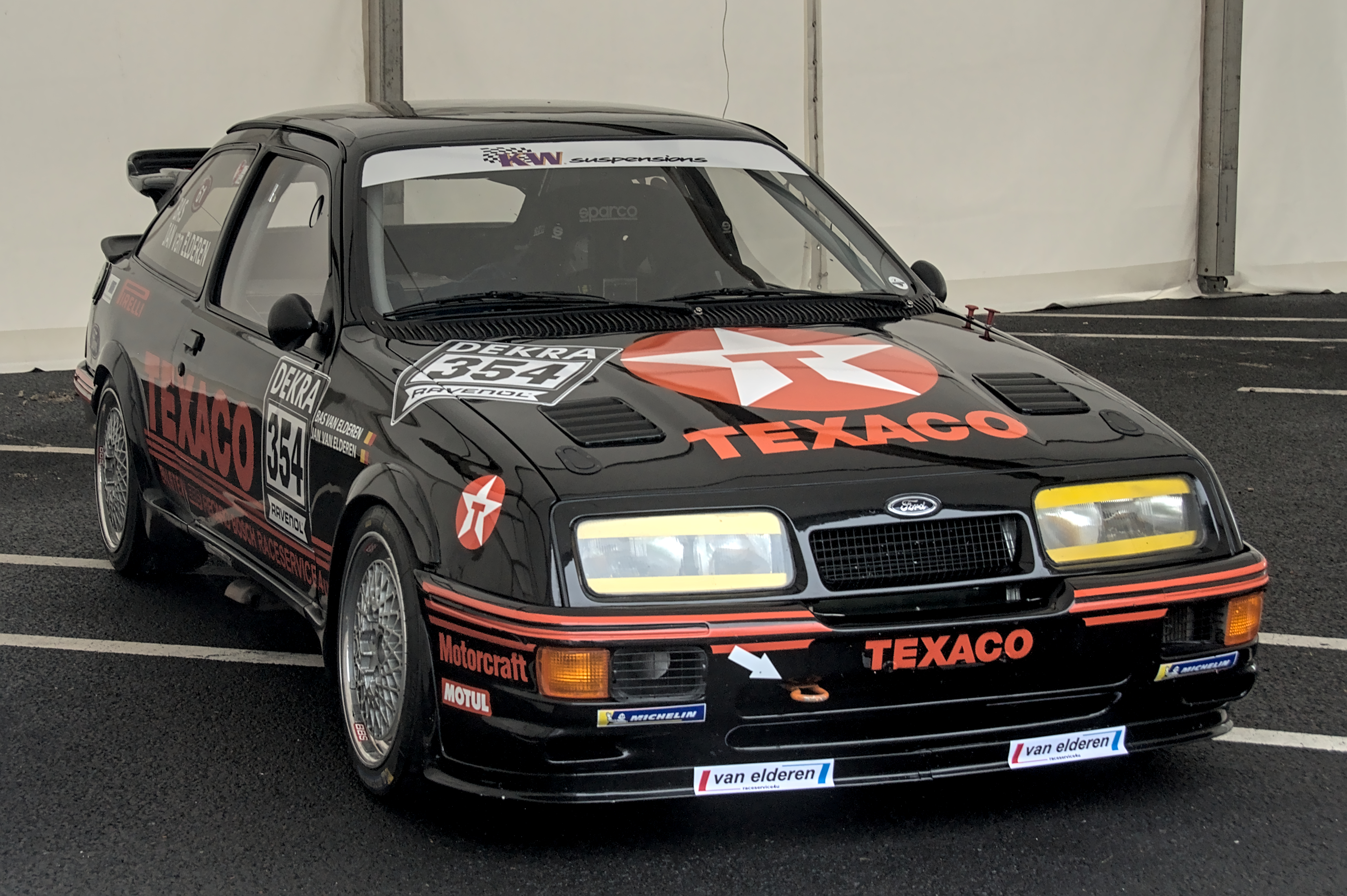
フォード・シエラ RS500
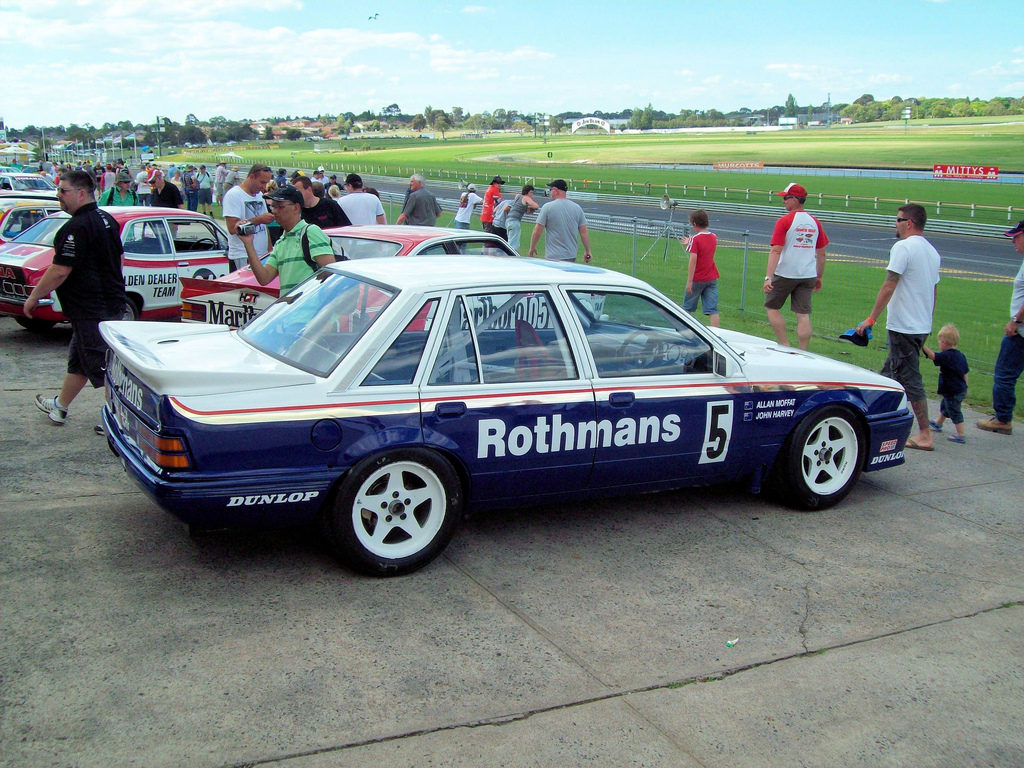
ホールデン・コモドア VL
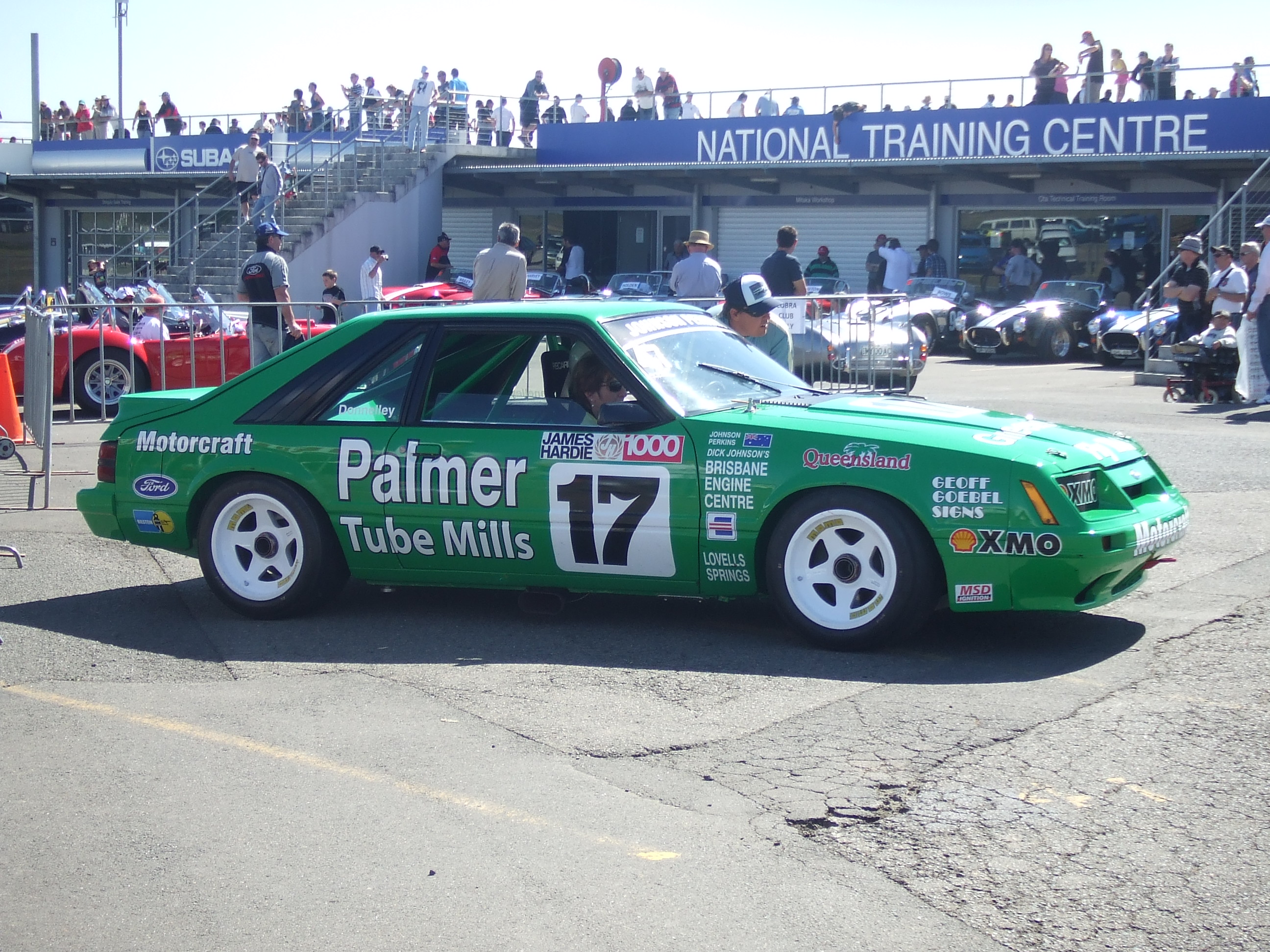
フォード・マスタング5.0 GT
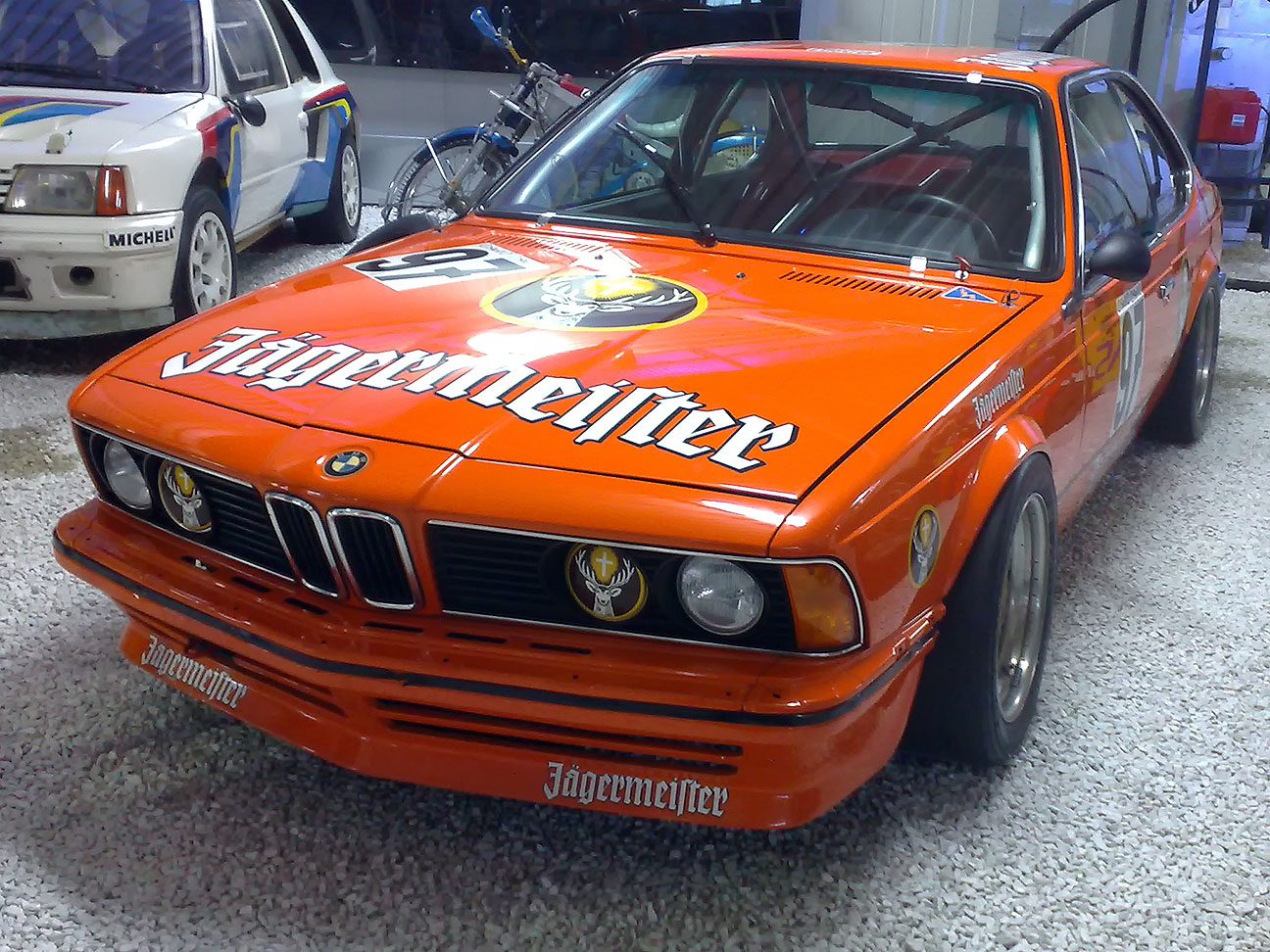
BMW・635CSi
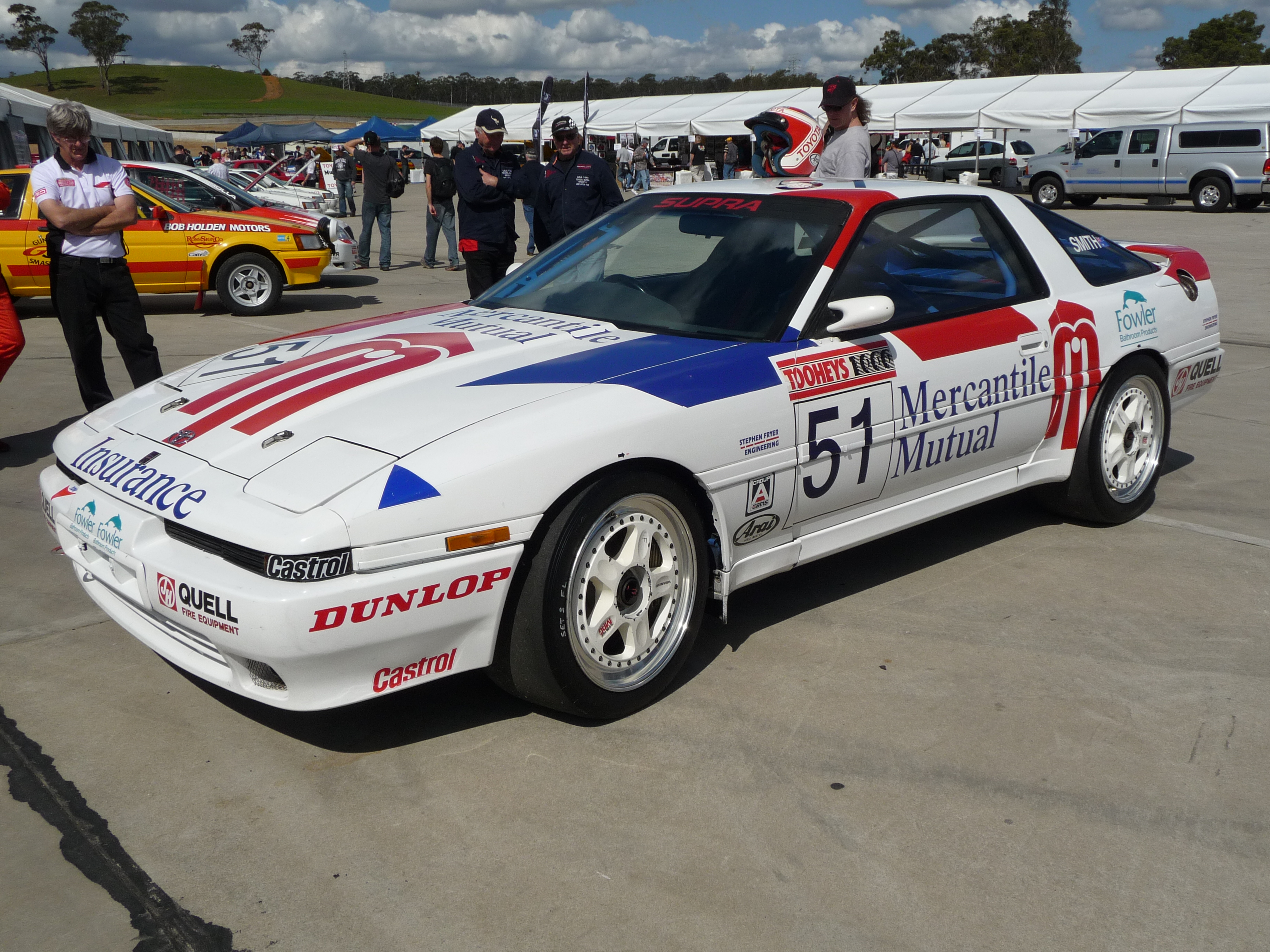
トヨタ・スープラ ターボ
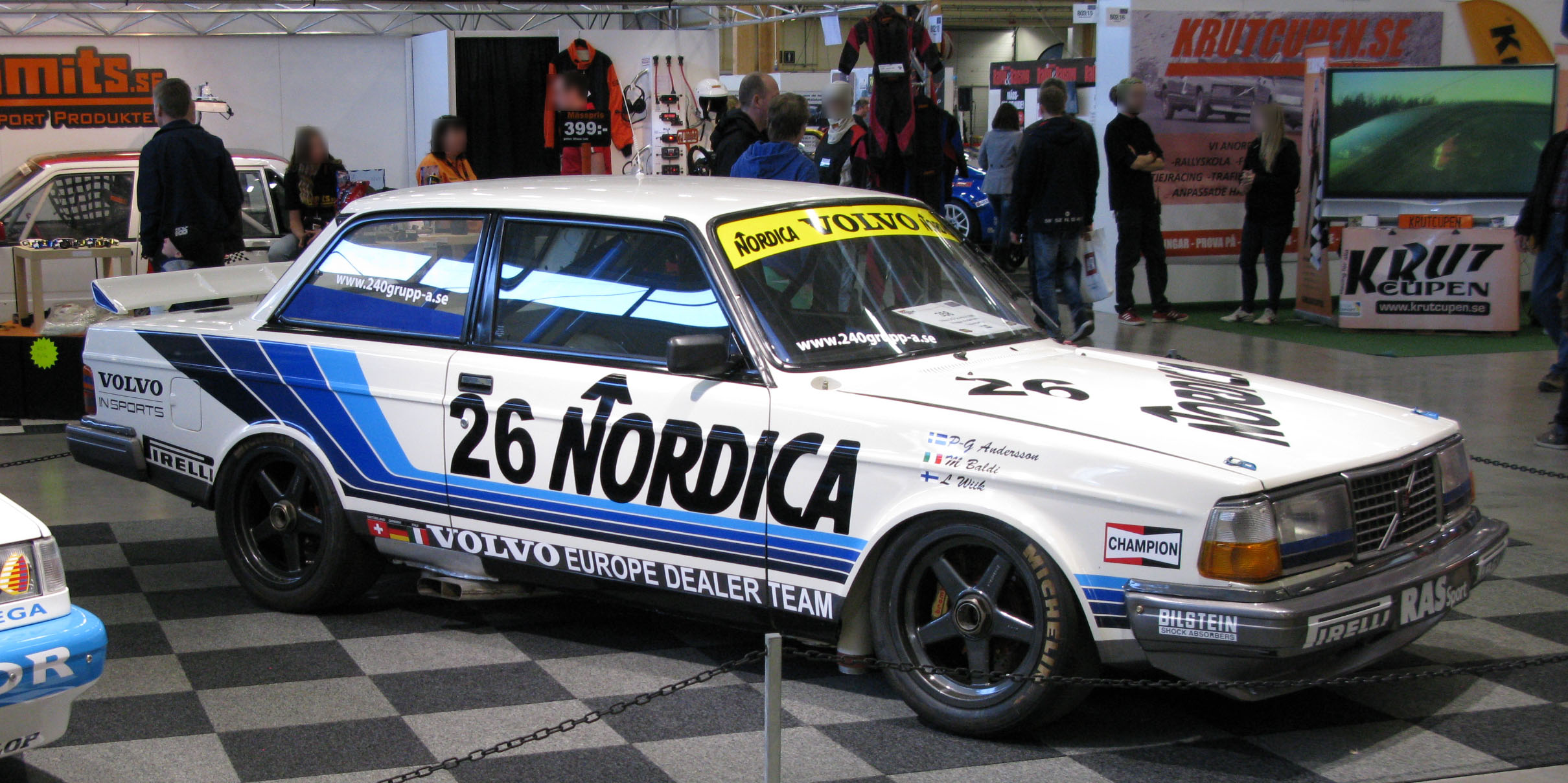
ボルボ・240ターボ
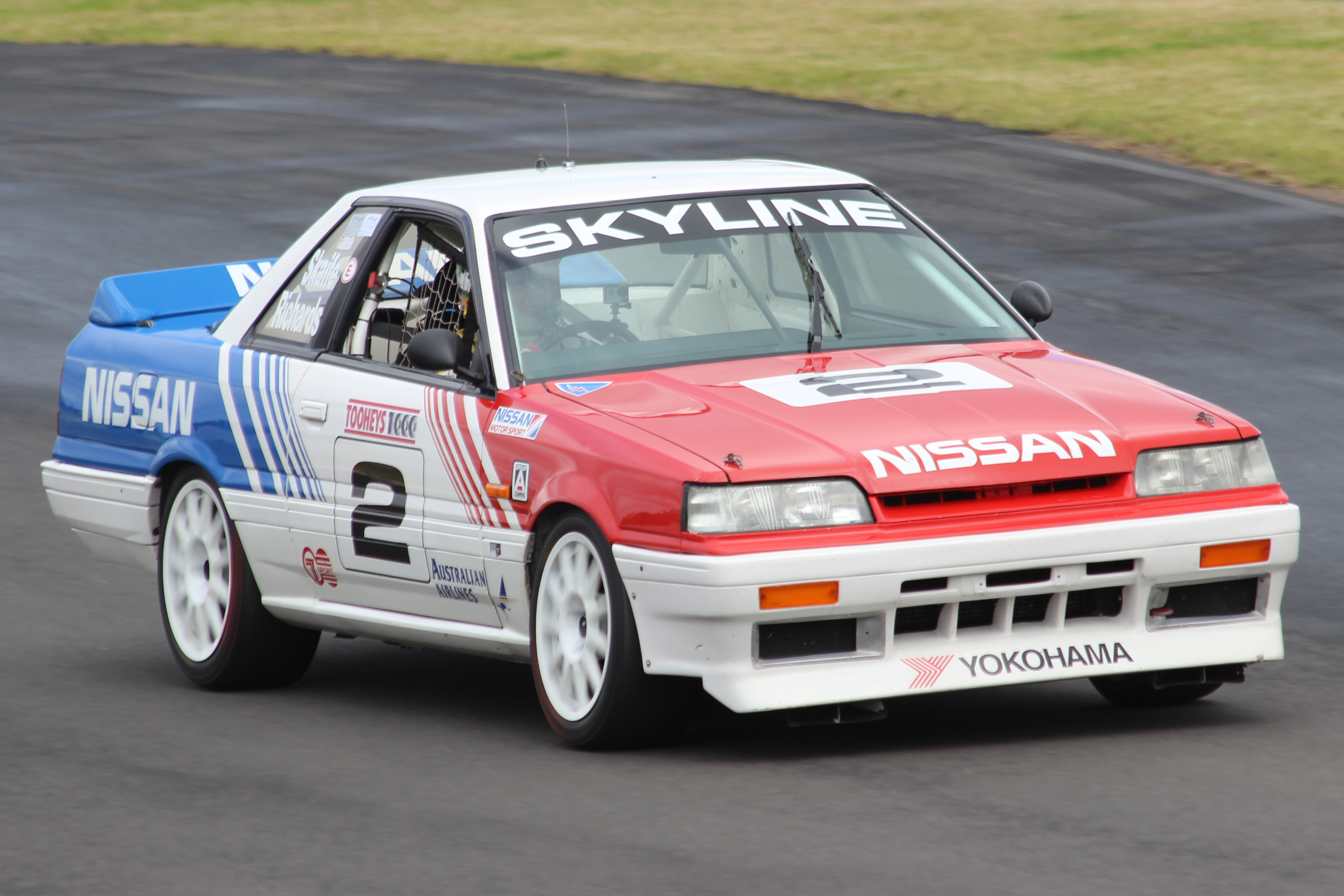
日産・スカイラインGTS‐R (R31)
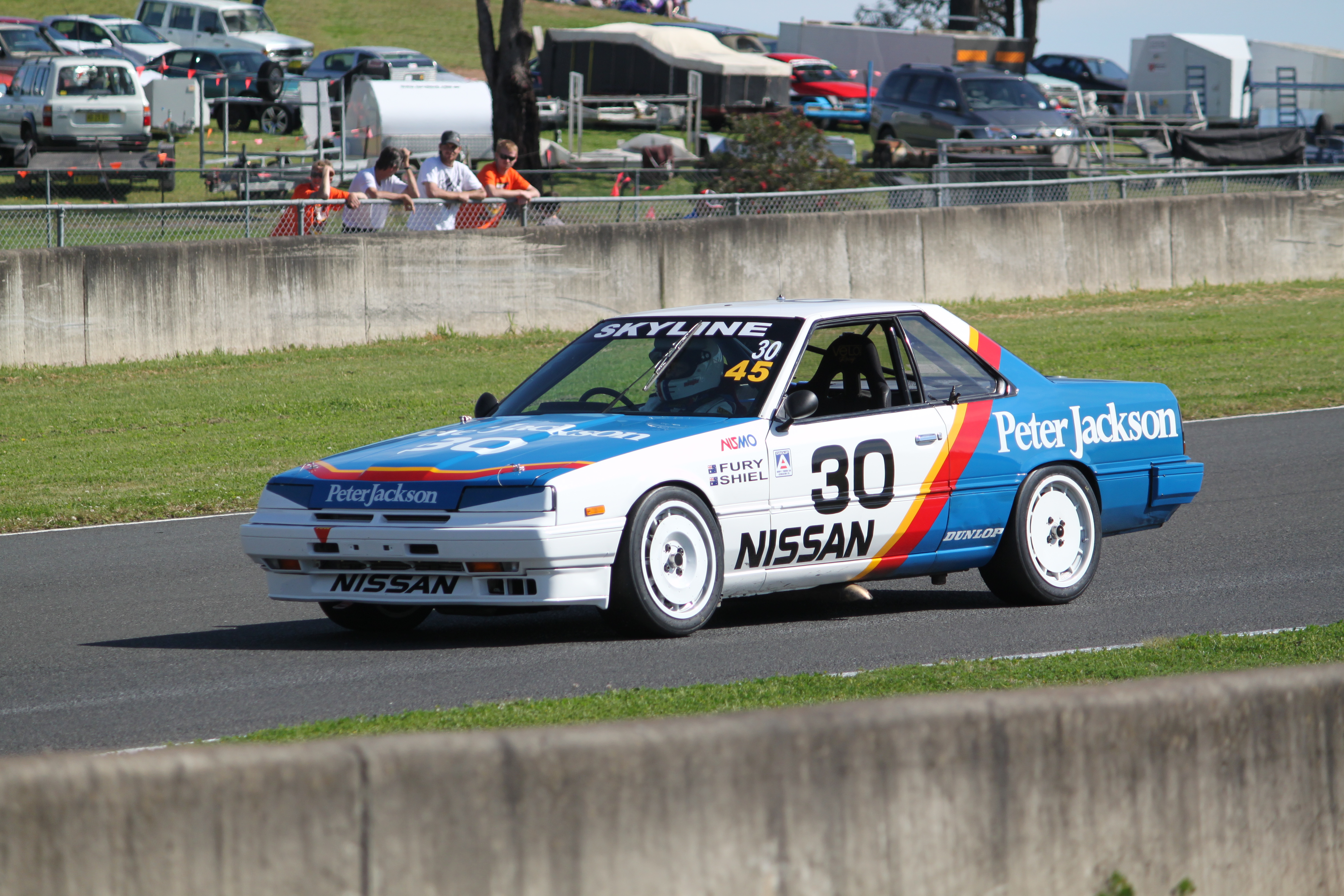
日産・スカイラインRSターボ (R30)
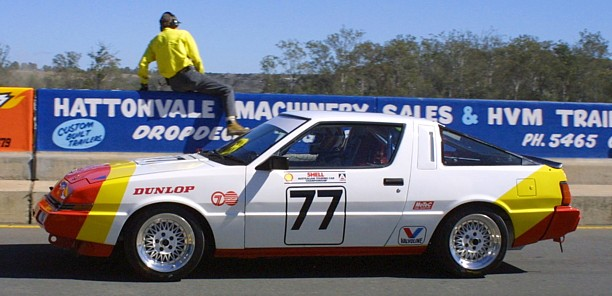
三菱・スタリオン ターボ

### ディビジョン2

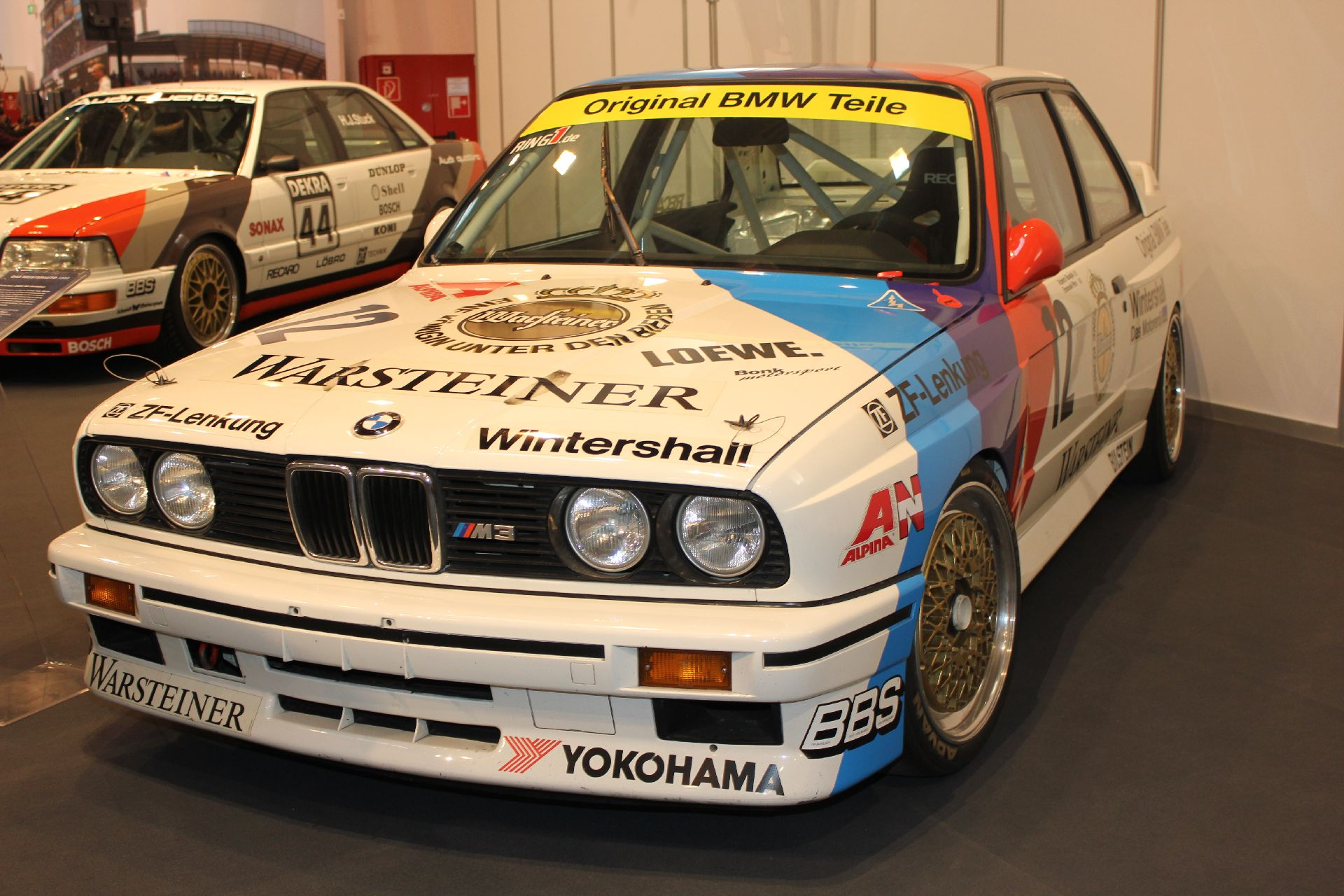
BMW・M3
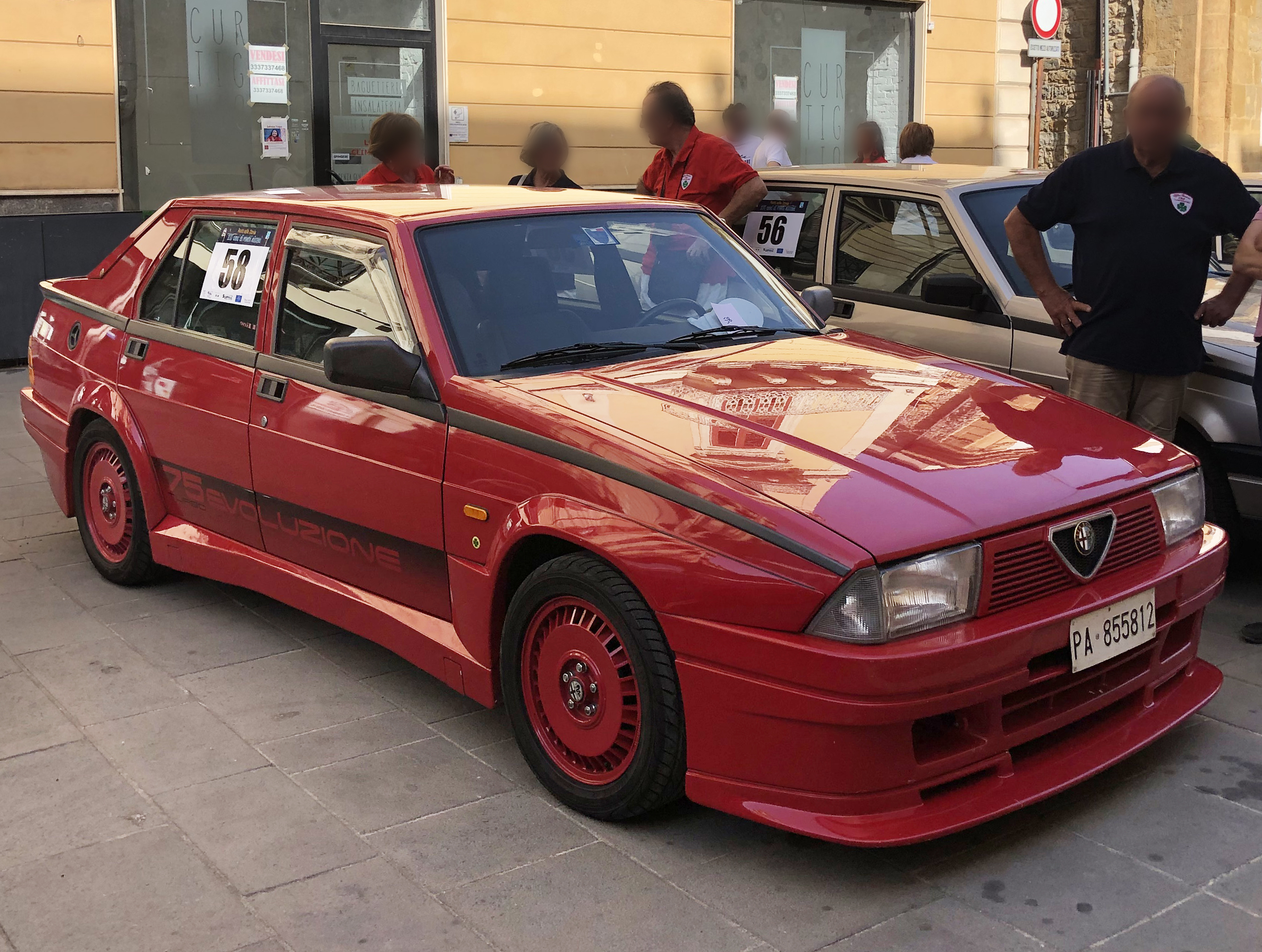
アルファロメオ・75ターボ エボルツィオーネ（ロードバージョン）
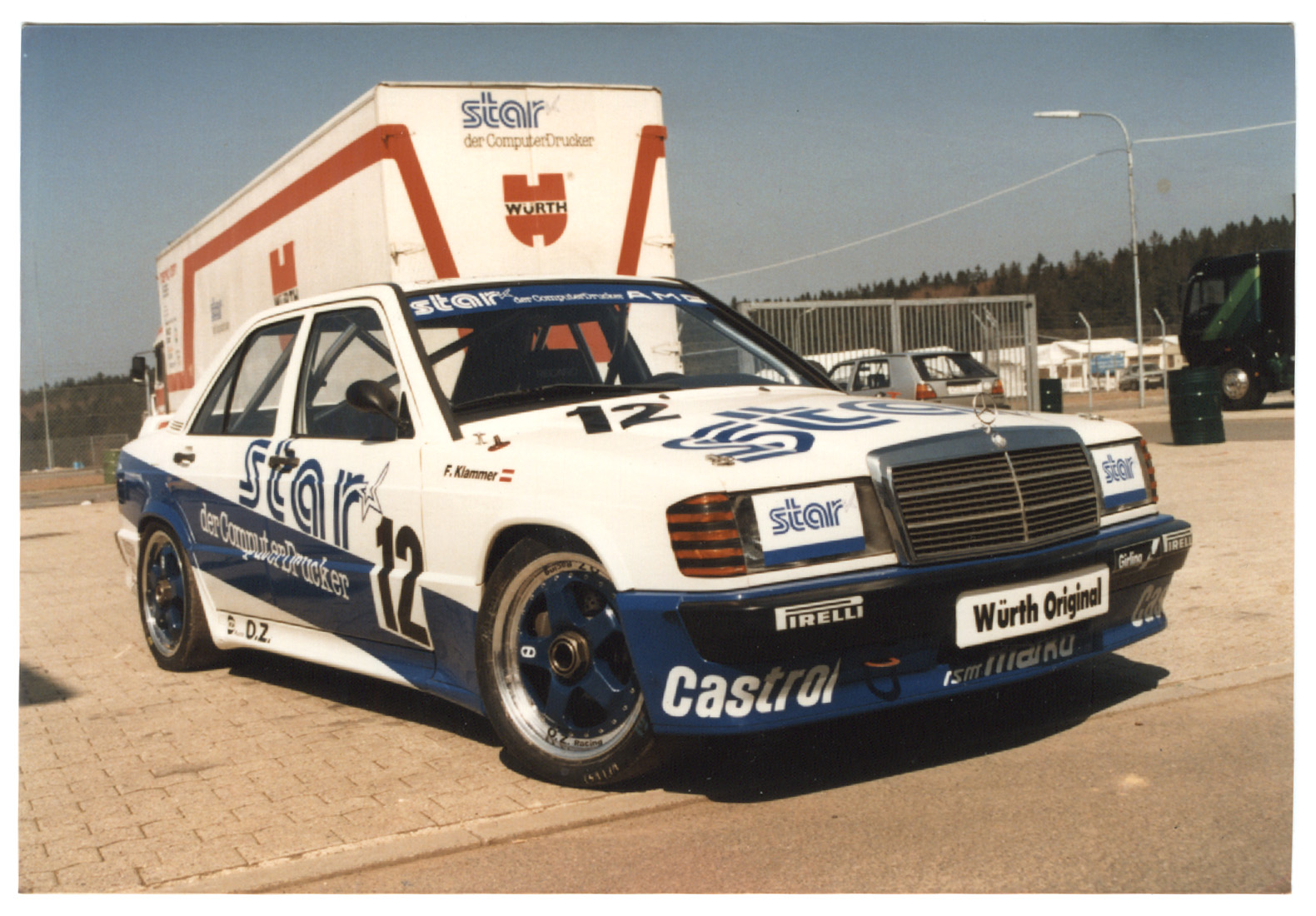
メルセデスベンツ・190E 2.3-16

### ディビジョン1

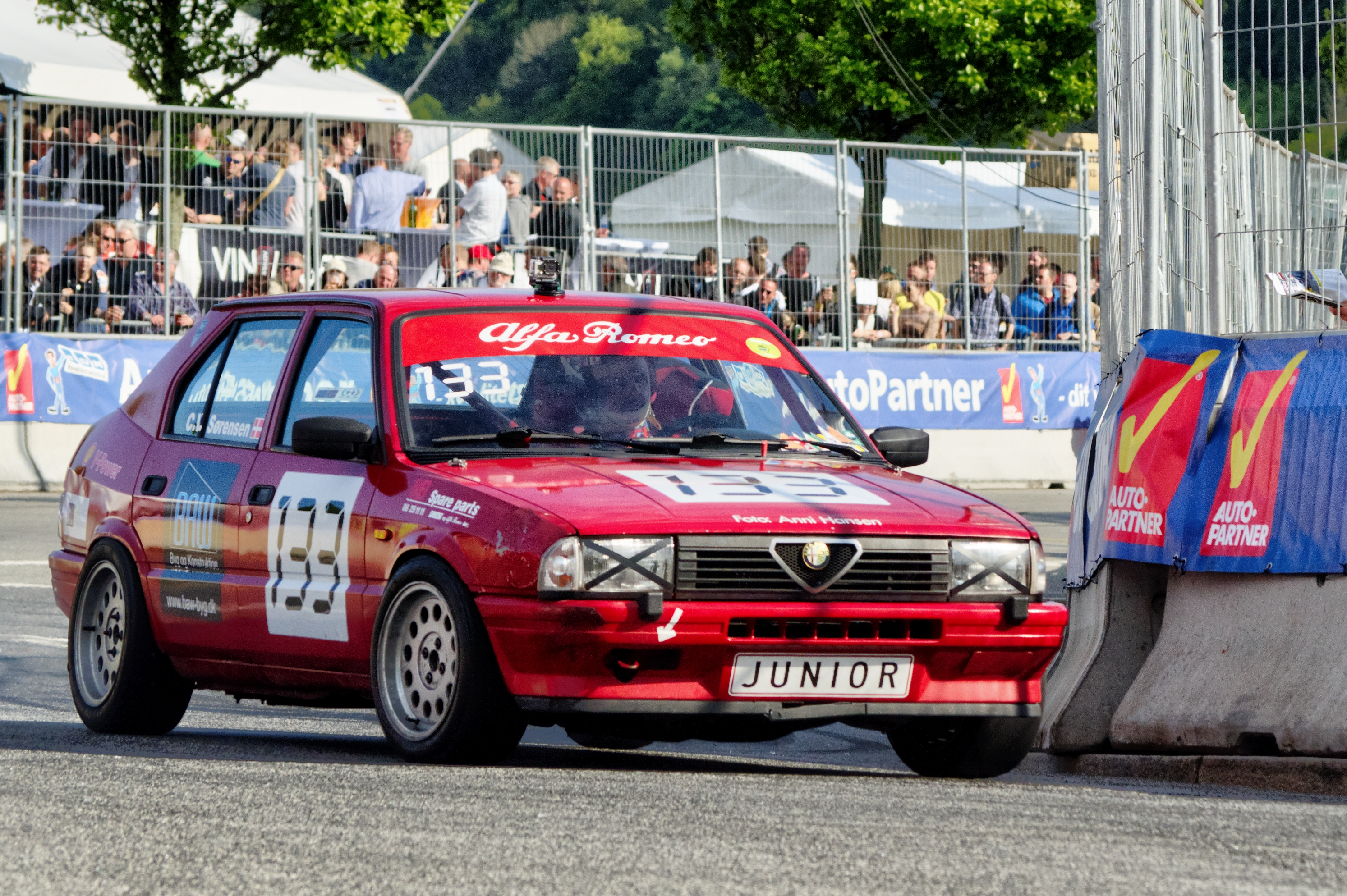
アルファロメオ・33
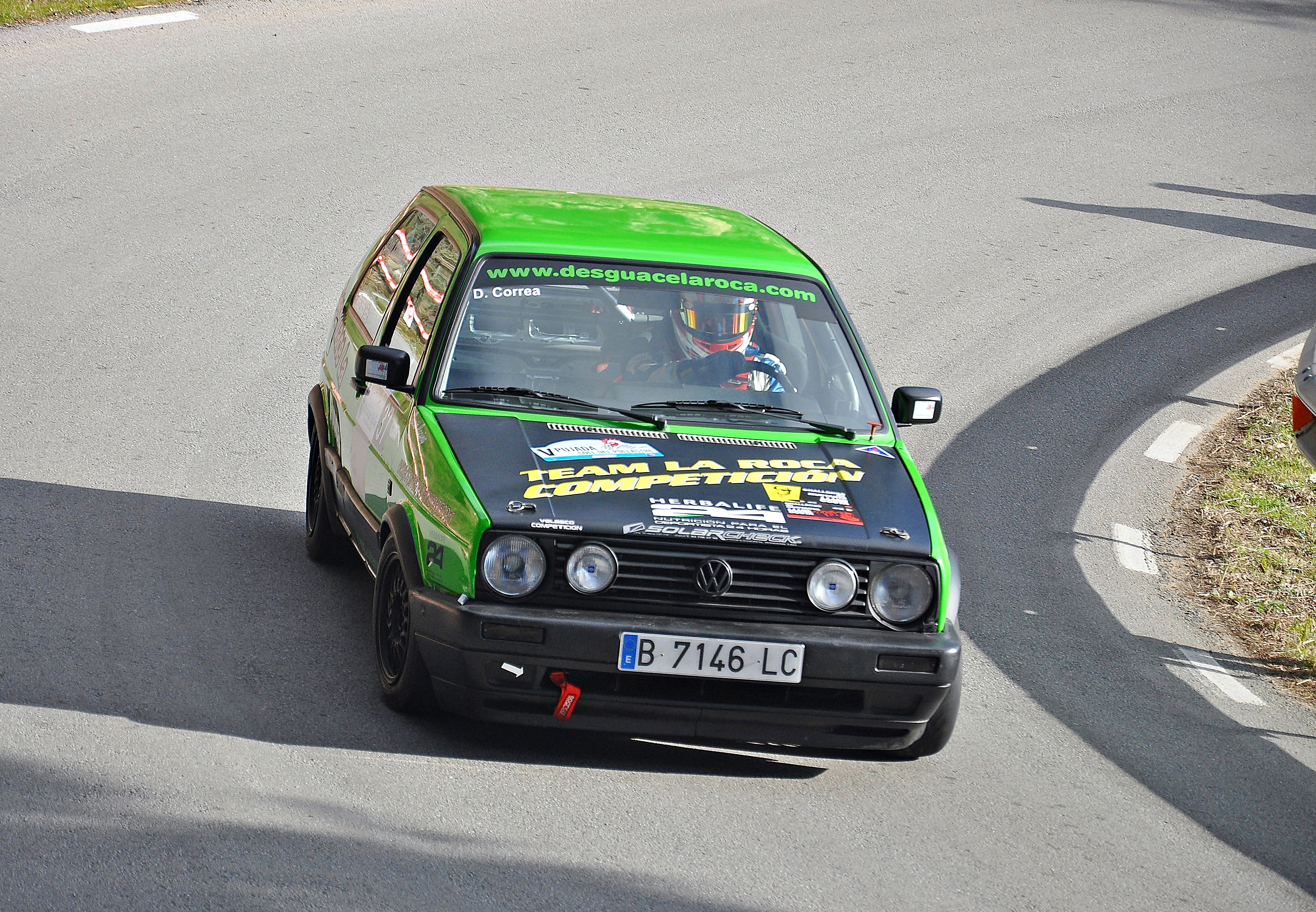
フォルクスワーゲン・ゴルフ GTI
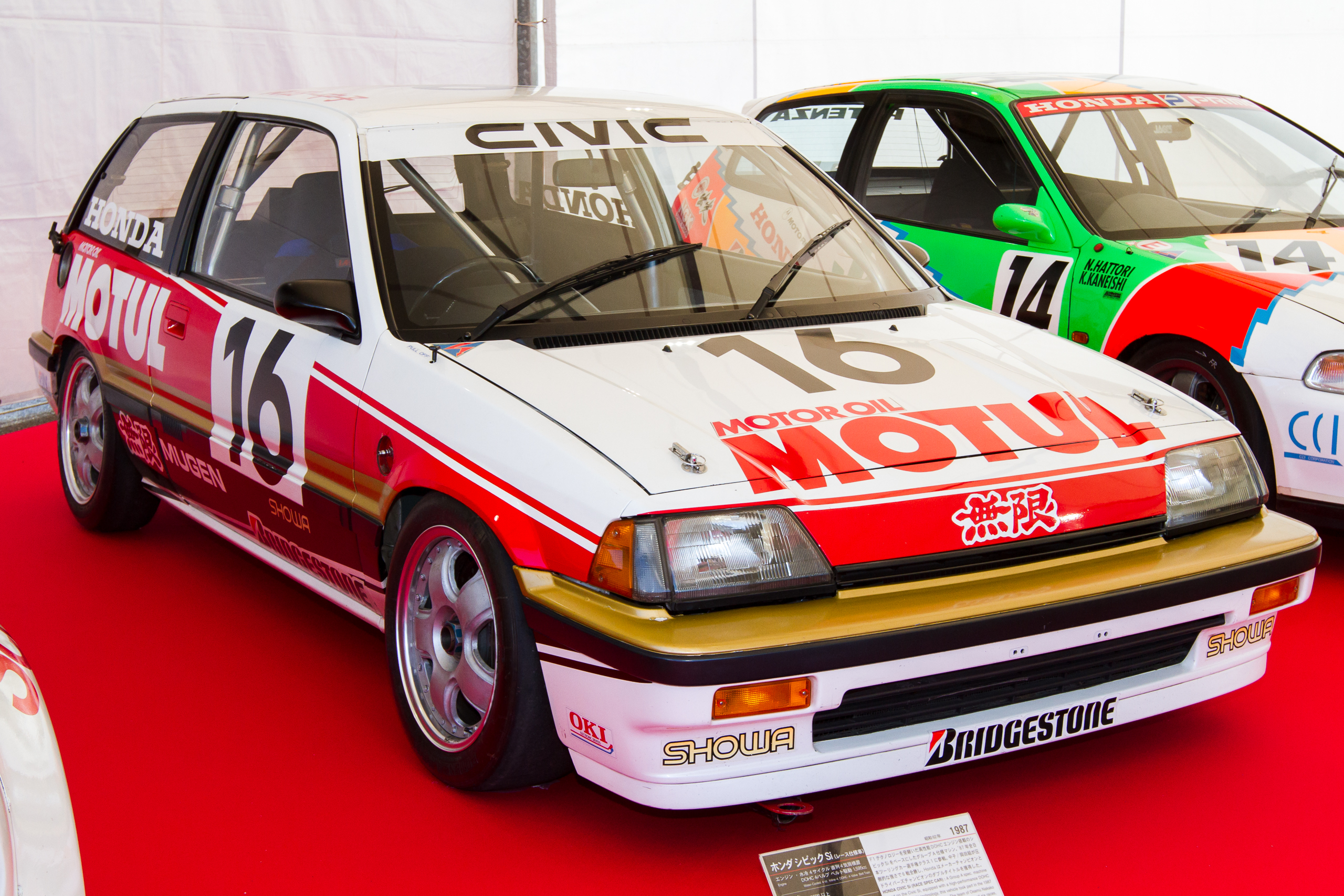
ホンダ・シビック
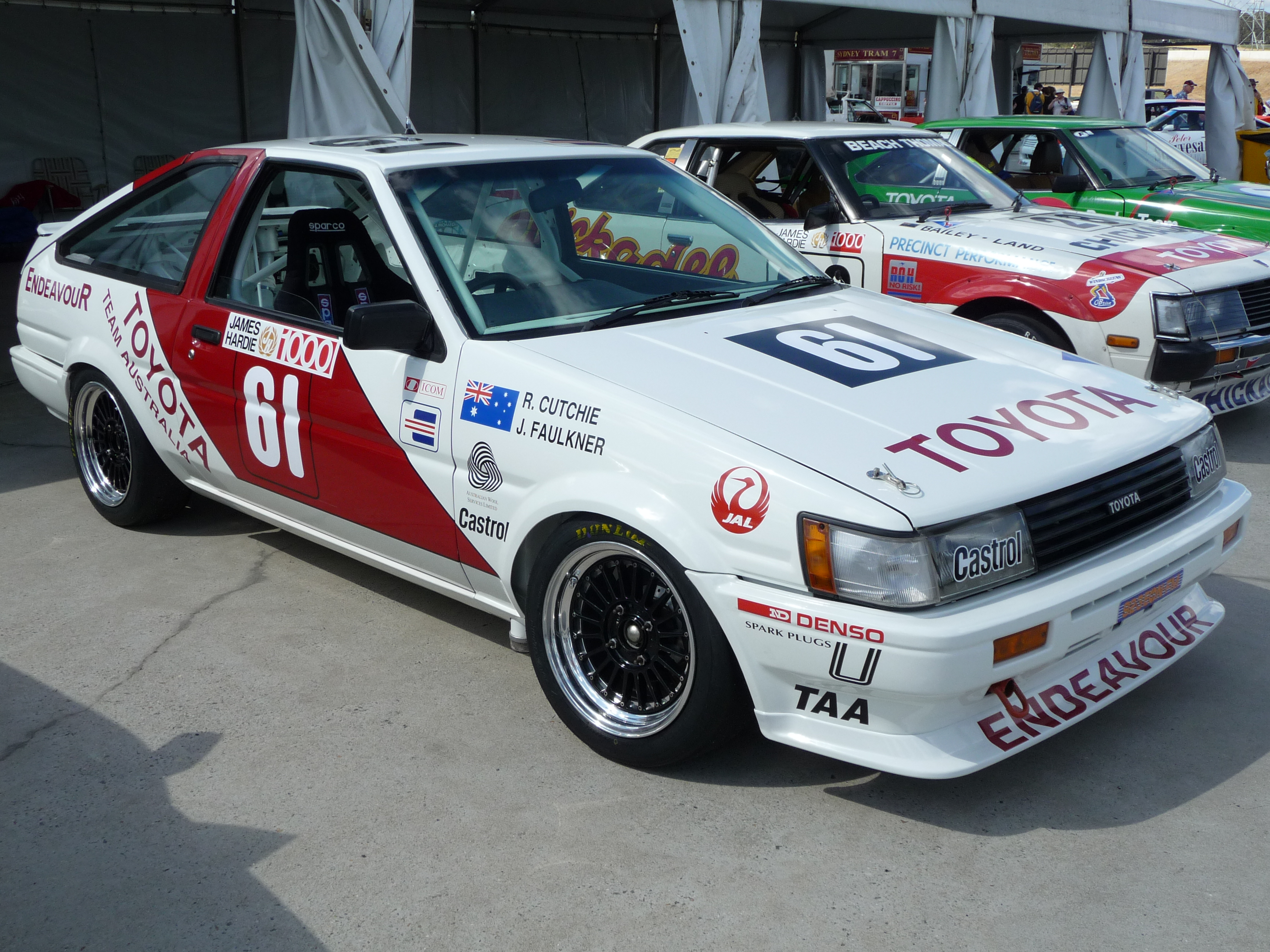
トヨタ・カローラGT

## エントリーリスト
（選手権参戦チームのみ。各チームのドライバーの配列は参戦順）
| No. | チーム名                                                                        | 車種                                               | Div. | タイヤ     | ドライバー |
| --- | ------------------------------------------------------------------------------- | -------------------------------------------------- | ---- | ---------- | --- |
| 1   | プロチーム・イタリア/インベルティ Pro Team Italia/Imberti                       | マセラティ・ビトゥルボ                             | 3    | ダンロップ | ブルーノ・ジャコメリ アルミン・ハーネ (Armin Hahne) マルセロ・グネッラ (Marcello Gunella) マリオ・ヒッテン (Mario Hytten) ニコラ・テシーニ (Nicola Tesini) ケビン・バートレット (Kevin Bartlett)                                   |
| 6   | エッゲンベルガーモータースポーツ Eggenberger Motorsport                         | フォード・シエラRSコスワース フォード・シエラRS500 | 3    | ピレリ     | スティーブ・ソパー (Steve Soper) クラウス・ニーヅビーズ (Klaus Niedzwiedz) ピエール・デュドネ (Pierre Dieudonné) |
| 7   | エッゲンベルガーモータースポーツ Eggenberger Motorsport                         | フォード・シエラRSコスワース フォード・シエラRS500 | 3    | ピレリ     | アンディ・ロウズ (Andy Rouse) ティエリー・タッシン (Thierry Tassin) クラウス・ルドヴィック (Klaus Ludwig) ピエール・デュドネ (Pierre Dieudonné) クラウス・ニーヅビーズ (Klaus Niedzwiedz)                                          |
| 8   | アンディ・ラウズ・レーシング Andy Rouse Engineering                             | フォード・シエラRSコスワース フォード・シエラRS500 | 3    | ピレリ     | クラウス・ルドヴィック (Klaus Ludwig) ピエール・デュドネ (Pierre Dieudonné) アンディ・ロウズ (Andy Rouse) ティエリー・タッシン (Thierry Tassin) ウィン・パーシー (Win Percy) アルミン・ハーネ (Armin Hahne) ベルント・シュナイダー |
| 40  | シュニッツァー Schnitzer                                                        | BMW・M3                                            | 2    | ヨコハマ   | イヴァン・カペリ ロベルト・ラヴァーリア ローランド・ラッツェンバーガー エマヌエレ・ピッロ |
| 42  | CiBiEmmeスポーツ CiBiEmme Sport                                                 | BMW・M3                                            | 2    | ピレリ     | リカルド・パトレーゼ ジョニー・チェコット ジャンフランコ・ブラカテリ (Gianfranco Brancatelli) マウロ・バルディ (Mauro Baldi) |
| 43  | ビガッツィ Bigazzi                                                              | BMW・M3                                            | 2    | ピレリ     | ルイス・ペレス＝サラ オリビエ・グルイヤール ヴィンフリート・ヴォクト (Winfried Vogt) |
| 46  | シュニッツァー Schnitzer                                                        | BMW・M3                                            | 2    | ヨコハマ   | エマヌエレ・ピッロ ローランド・ラッツェンバーガー ロベルト・ラヴァーリア マルクス・オストライヒ (Markus Oestreich) ディーター・クエスター (Dieter Quester)                                                                         |
| 75  | アルファ・コルセ Alfa Corse                                                     | アルファロメオ・75 ターボ                          | 2    | ピレリ     | アレッサンドロ・ナニーニ マイケル・アンドレッティ ジャック・ラフィット パオロ・バリッラ ジョルジオ・ピアンタ (Giorgio Pianta) ジャン＝ルイ・シュレッサー ニコラ・ラリーニ                                                          |
| 76  | アルファ・コルセ Alfa Corse                                                     | アルファロメオ・75 ターボ                          | 2    | ピレリ     | ジョルジオ・フランシア (Giorgio Francia) パオロ・バリッラ ジャン＝ルイ・シュレッサー ジョルジオ・ピアンタ (Giorgio Pianta) アレッサンドロ・ナニーニ                                                                                |
| 77  | ブリクシア・コルセ Brixia Corse                                                 | アルファロメオ・75 ターボ                          | 2    | ピレリ     | リナルド・ドロヴァンディ (Rinaldo Drovandi) クラウディオ・ランジェス (Claudio Langes) ガブリエル・タルキーニ |
| 78  | ブリクシア・コルセ Brixia Corse                                                 | アルファロメオ・75 ターボ                          | 2    | ピレリ     | カルロ・ロッシ (Carlo Rossi) アレッサンドロ・サンティン (Alessandro Santin) |
| 79  | アルバテック Albatech                                                           | アルファロメオ・75 ターボ                          | 2    | ピレリ     | ヴァルテル・ヴォウラス (Walter Voulaz) マルセロ・チプリアーニ (Marcello Cipriani) アヴァンツォ (d'Avanzo) マッシモ・シエナ (Massimo Siena)                                                                                         |
| 80  | Qレーシング Q-Racing                                                            | アルファロメオ・75 ターボ                          | 2    | ピレリ     | トマス・リンドストロム (Thomas Lindström) (Mikael Naebrink) |
| 100 | アルファ・コルセ Alfa Corse, Alfa Romeo Benelux, Scuderia Autolodi Corse S.r.l. | アルファロメオ・33                                 | 1    | ピレリ     | トビー (Toby) ジョヴァンニ・マッジオレッリ (Giovanni Maggiorelli) ルイス・ヴィラミル (Luis Villamil) アラン・ティエボー (Alain Thiebaut) ダニエレ・トッフォリ (Daniele Toffoli) ジョルジオ・フランシア (Giorgio Francia)           |

## 開催カレンダー
| 開催日     | 開催国           | 開催サーキット イベント名               | 総合優勝 | 総合優勝 | 選手権優勝 | 選手権優勝                                          |
| 開催日     | 開催国           | 開催サーキット イベント名               | #        | ドライバー 周回数 / 車種 | #          | ドライバー 周回数, 総合順位                         |
| ---------- | ---------------- | --------------------------------------- | -------- | --- | ---------- | --------------------------------------------------- |
| 3月22日    | イタリア         | モンツァ モンツァ500kmレース            | 5        | アラン・モッファット (Allan Moffat) ジョン・ハーヴェイ (John Harvey) 86周 / ホールデン・コモドア                                                                                    | 79         | ヴォウラス チプリアーニ 79周, 7位                   |
| 4月19日    | スペイン         | ハラマ ハラマ4時間レース                | 46       | エマニュエル・ピロ ロベルト・ラヴァーリア ローランド・ラッツェンバーガー 150周 / BMW・M3                                                                                            | （同左）   | （同左）                                            |
| 5月10日    | フランス         | ディジョン ブルゴーニュ500kmレース      | 42       | ジャンフランコ・ブランカテリ ジョニー・チェコット 112周 / BMW・M3 | （同左）   | （同左）                                            |
| 7月12日    | ドイツ           | ニュルブルクリンク                      | 7        | クラウス・ルドヴィック クラウス・ニーヅビーズ ピエール・デュドネ * 111周 / フォード・シエラRSコスワース                                                                             | （同左）   | （同左）                                            |
| 8月1日~2日 | ベルギー         | スパ・フランコルシャン スパ24時間レース | 48       | エリック・ヴァン・デ・ポール ジャン＝ミシェル・マルティン (Jean-Michel Martin) ディディエ・セイズ (Didier Theys) 481周 / BMW・M3                                                    | 43         | ペレス＝サラ グルイヤール ヴォクト 473周, 2位       |
| 8月16日    | チェコ           | ブルノ                                  | 7        | クラウス・ルドヴィック クラウス・ニーヅビーズ 93周 / フォード・シエラRS500 | （同左）   | （同左）                                            |
| 9月6日     | イギリス         | シルバーストン                          | 48       | エンツォ・カルデラリ (Enzo Calderari) ファビオ・マンシーニ (Fabio Mancini) 105周 / BMW・M3                                                                                          | 46         | ピッロ ラヴァーリア ラッツェンバーガー * 105周, 2位 |
| 10月4日    | オーストラリア   | バサースト バサースト1000kmレース       | 48       | スキッピー・パーソンズ (David "Skippy" Parsons) ピーター・ブロック (Peter Brock) ピーター・マクレオッド (Peter McLeod) ジョン・クルーク (Jon Crooke) * 158周 / ホールデン・コモドア | 42         | ブラカテリ チェコット 154周 / 7位                   |
| 10月11日   | オーストラリア   | カルダー カルダー500kmレース            | 6        | スティーブ・ソパー ピエール・デュドネ クラウス・ルドヴィック * 120周 / フォード・シエラRS500                                                                                        | （同左）   | （同左）                                            |
| 10月26日   | ニュージーランド | ウェリントン ウェリントン500kmレース    | 7        | クラウス・ルドヴィック クラウス・ニーヅビーズ 150周 / フォード・シエラRS500 | （同左）   | （同左）                                            |
| 11月15日   | 日本             | 富士 インターTEC 500kmレース            | 6        | クラウス・ルドヴィック クラウス・ニーヅビーズ 112周 / フォード・シエラRS500 | （同左）   | （同左）                                            |

* 斜体のドライバーは2人（3人）の正式ドライバーの中には含まれない3人目（4人目）であるため、選手権ポイントは与えられない（同一レースでも自分が登録されている他の車両で獲得したポイントは有効）。

## シーズンレビュー
TCCはヨーロッパツーリングカー選手権（ETC)を改称しシリーズだったためレースの開催地はヨーロッパのみであったが、WTCではオセアニア・アジア地区でも4戦がカレンダーに組み込まれた。WTCにはBMW、フォード、アルファロメオ、マセラティがワークス参戦したが、TCCに参戦していたローバーとボルボは撤退した。1986年のTCCでローバーのワークス・チームとして活動していたトム・ウォーキンショー・レーシング（TWR)は、ホールデンのワークスチームとしてWTCに参戦を計画していた。
WTCの開幕戦 モンツァ500㎞ トロフェオ・マリオ・アンジー二は3月22日に行われたが、開幕直前になってFISAが参戦チームに1台あたり6万ドルの登録料を求めたことが波紋を引き起こした。TWRはFISAに抗議の意思を示すためにWTCを撤退を決断し、ホールデンのWTC参戦は取りやめとなった。開幕戦に出場したマシンの中で登録料を払っていたのはBMWのシュニッツァー2台、リンダー2台の他アルファロメオの6台、フォード2台、マセラティ、アルファロメオ33の1台に過ぎなかった。混乱はさらに続き、フォード・ワークスのエッゲンバーガーのシエラRSコスワースはインジェクションがレギュレーション違反とされ開幕戦を欠場し、決勝で1位から6位までを独占したBMW M3もレース後にトランクリッドの材質がカーボン製であることが違法とされ失格になった。決勝レースはオーストラリアから遠征してきたアラン・モファットのホールデン・コモドアが優勝したが、選手権未登録のためポイントは与えられず、登録車中最上位でゴールした7位のアルファロメオ75が40ポイントを獲得し、最下位に終わったマセラティが登録車中2位に該当したため30ポイントを得ることになった。
第2戦 マールボロ・ハラマ4時間ではBMWワークスのシュニッツァーがピロ/ラヴァーリア組46号車、カペリ/ラッツェンバーガー組の40号車の順で1‐2フィニッシュを達成した。またビガッツィのサラ/グルイヤール組も3位に入りBMWが表彰台を独占した。予選でフロントローを占めたエッゲンバーガーは決勝では4、5位に終わった。続くフランス・ディジョンで開催の第3戦 ブルガンディ500でもBMWのシビエムのチェコット/ブランカテリ組42号車、シュニッツァーのラヴァーリア/カぺリ/ピロ組40号車の順で1‐2フィニッシュでゴールした。エッゲンバーガーのシエラは3、4位でゴール、アンディ・ロウズのシエラも5位に入賞した。
ニュルブルクリンクで行われた第4戦 ADAC トゥーレンハーゲンGPにはTWR・ホールデンがスポットで出場した。またアルファロメオとマセラティは、新たな公認パーツを投入しマシンの競争力を向上させた。特にアルファロメオはリアアクスルとギヤボックス、フロントサスペンションが改良され足回りの強化が図られた。レースはエッゲンバーガーのルドヴィック/ニーツビーツ組7号車が初優勝し、BMW Ｍ3勢が2位から7位に続いた。
第5戦 スパ・フランコルシャン24時間ではRASスポールのトヨタ・スープラがデビューした。レースは予選を1‐2で終えたエッゲンバーガー勢が決勝でもレースをリードした。この2台を追っていたシュニッツァーのラヴァーリア/カぺリ/ピロ組の40号車は11時間が経過した233周目にエンジントラブルでリタイアすると、エッゲンバーガーの優位は確実になった。しかし徐々にデュドネ/ソーパー/ストレイフ組の6号車が遅れだし18時間目、332周でエンジントラブルでリタイアした。替わって2位に浮上したラッツェンバーガー/クェスター/オストライヒ組のシュニッツァー46号車もエンジントラブルで後退した。首位を走っていたルドヴィック/ニーツビーツ/ブーツェン組の7号車だがロウズ/タッサン/パーシー組のロウズ・シエラ8号車と接触した際に冷却系を壊してしまい20時間目・406周でレースを終えた。優勝したのは地元ベルギーのドライバーを揃え、予選14位から順位を上げていたシビエムのM3で、ビガッツィ、フランスのガレージ・デュ・バックのM3が2位、3位でゴールした。出走は61台、完走は28台だった。
第6戦 ブルノ・グランプリではフォード・シエラ RSコスワースのエボリューションモデル、シエラ RS500がデビューした。予選でフロントロウを独占したエッゲンバーガーのシエラRS500は決勝でもBMW勢を圧倒し、3位以下を周回遅れにして1‐2フィニッシュでデビューウィンを飾った。BMW勢が3位から5位に続き、アルファロメオのトーマス・リンドストローム/スティーブン・アンドスカー組がBMW勢から1周遅れの6位でゴールし、新パーツ投入によるマシンの性能向上を証明した。
続く第7戦 ツーリスト・トロフィーでもエッゲンバーガーとアンディ・ロウズ、ウルフ・レーシングのシエラ RS500が予選で上位を独占した。しかし決勝レースではフォード勢にメカニカルトラブルが重なり上位入賞を逃してしまった。フォード勢の後退後ビガッツィのサラ/グルイヤール組の43号車が首位に浮上したが、残り2周でスピンアウトし、替わってトップに立った選手権未登録のシビエムM3が優勝した。ラヴァーリア/ピロ/ラッツェンバーガー組のシュニッツァー46号車が選手権登録車中最上位の2位でゴールした。アルファロメオ・75ターボは、フランチア/シュレッサー組の79号車が優勝マシンと同一周回の3位でゴールして、初の表彰台を獲得した。しかしアルファロメオは1989年スタート予定のプロカー用車両の開発と、予算の問題を理由にツーリスト・トロフィーを最後にWTCから撤退した。第7戦終了時のポイントランキングはチームズ・タイトルの1位はエッゲンバーガー7号車で165ポイント。2位は144ポイントのシュニッツァー46号車で、118ポイント獲得のシュニッツァー43号車が3位で続いていた。ドライバーズ・タイトルは165ポイントのルドヴィック、151ポイントのニーツビーツとフォード勢が1、2位を占め、シュニッツァーのラヴァーリアが140ポイントを獲得し3位となっている。
シエラ RS500のポテンシャルは他車を凌駕しており、第8戦 ジェイムズ・ハーディー1000でもエッゲンバーガーが1‐2フィニッシュを決め、3位にピート・ブロックのホールデン・コモドア、4位に地元チームのM3、5位にピーター・ジャクソンのスカイラインRSターボと地元オセアニア勢が続いた。日本から遠征した中谷明彦/ゲイリー・スコット/ジョン・フレンチ組のスタリオンターボも7位でゴールした。しかし、その後エッゲンバーガーのシエラ RS500はフロントオーバーフェンダーの寸法違反で失格となりホールデンが優勝、以下各車の順位が繰り上がった。エッゲンバーガーはこの件に抗議したため、FISAによる裁定が出るまで第8戦のリザルトは暫定結果として扱われた。
第9戦のカルダー500㎞でもエッゲンバーガーが予選でフロントローを独占し、決勝でもデュドネ/ソーパー組の６号車が優勝したが、ドライバーズ・タイトルを争うルドヴィック/ニーツビーツ組は12位（選手権登録車中5位）に終わった。2位から4位に2台のシュニッツァーとシビエムのM3が続き、5位にスカイラインRSターボ、6位にもコモドアの地元勢が入賞した。中谷/スコット組のスタリオンターボは9位でゴールした。エッゲンバーガー・シエラは続くニュージーランド・ウェリントンで開催の第10戦 ニッサン/モービル500もルドヴィック/ニーツビーツ組の7号車がポールトゥフィニッシュで制し、シュニッツァー・BMWのラヴァーリア/ピロ組は前戦に続いて2位でゴールしポイントを加算した。
両タイトル争いは最終戦 インターTECまでもつれ込んだ。BMWはナンバー1ドライバーのラヴァーリアをチャンピオンにするため、シュニッツァーの3台とシビエムの2台をBMWモータースポーツ名義でチーム登録し、レース中最上位で走行しているマシンにラヴァーリアを搭乗させる作戦を採用した。決勝レースはルドヴィック/ニーツビーツ組のエッゲンバーガー6号車が優勝し、全日本ツーリングカー選手権（JTC）で活躍するオブジェクトTのトランピオ・シエラも46号車と同一周回の2位と好走した。シュニッツァーのラヴァーリア/ピロ組の46号車は3位でゴールした。日本車トップはリース/星野薫組のトヨタ・スープラで9位だった。最終戦終了後、第8戦の失格に関するエッゲンバーガーの抗議は却下され、1987年WTCのリザルトが確定した。ドライバーズ・タイトルを獲得したラヴァーリアは、1953年のアルベルト・アスカリ以来のイタリア人世界チャンピオンとなった。
シーズンが佳境を迎えていた10月上旬FISAはWTCの廃止を決定し、ツーリングカーの世界選手権は1年で終了することになった。

## ランキング

### ドライバー
| 順位 | ドライバー                     | 車両                                               | ITA | SPA  | FRA  | GER  | BEL | CZE  | GBR | MPC | CPR | NZL | JPN | ポイント |
| ---- | ------------------------------ | -------------------------------------------------- | --- | ---- | ---- | ---- | --- | ---- | --- | --- | --- | --- | --- | -------- |
| 1    | ロベルト・ラヴァーリア         | BMW・M3                                            | DSQ | 1st  | Ret  | 2nd  | Ret | 4th  | 1st | 3rd | 2nd | 2nd | 2nd | 269      |
| 2    | クラウス・ルドヴィック         | フォード・シエラRSコスワース フォード・シエラRS500 | DSQ | 4th  | 4th  | 1st  | Ret | 1st  | 4th | DSQ | 5th | 1st | 1st | 268      |
| 2    | クラウス・ニーヅビーズ         | フォード・シエラRSコスワース フォード・シエラRS500 | DSQ | 5th  | 3rd  | 1st  | Ret | 1st  | 4th | DSQ | 5th | 1st | 1st | 268      |
| 4    | エマニュエル・ピロ             | BMW・M3                                            | DSQ | 1st  | Ret  | 2nd  | Ret | Ret  | 1st | 3rd | 2nd | 2nd | 2nd | 244      |
| 5    | ピエール・デュドネ             | フォード・シエラRSコスワース フォード・シエラRS500 | DSQ | 4th  | 4th  | Ret  | Ret | 2nd  | 7th | DSQ | 1st | 3rd | 4th | 193      |
| 5    | スティーブ・ソパー             | フォード・シエラRSコスワース フォード・シエラRS500 | DSQ | 5th  | 3rd  | Ret  | Ret | 2nd  | 7th | DSQ | 1st | 3rd | 4th | 193      |
| 7    | オリビエ・グルイヤール         | BMW・M3                                            | DSQ | 3rd  |      | 4th  | 1st | 3rd  | Ret | 2nd |     | Ret | 6th | 164      |
| 8    | ジョニー・チェコット           | BMW・M3                                            | DSQ | 6th  | 1st  | Ret  | Ret | 5th  | Ret | 1st | 4th | Ret | 5th | 158      |
| 8    | ジャンフランコ・ブランカテリ   | BMW・M3                                            |     | 6th  | 1st  | Ret  | Ret | 5th  | Ret | 1st | 4th | Ret | 5th | 158      |
| 10   | ローランド・ラッツェンバーガー | BMW・M3                                            | DSQ | 2nd  | Ret  | 3rd  | 6th | 4th  | Ret | Ret | 3rd | 4th |     | 146      |
| 11   | ルイス・ペレス＝サラ           | BMW・M3                                            | DSQ | 3rd  |      | 4th  | 1st | 3rd  | Ret |     |     |     | 6th | 134      |
| 12   | ジョルジオ・フランシア         | アルファロメオ・75 ターボ アルファロメオ・33       | Ret | Ret  | 6th  | 7th  | 5th | Ret  | 2nd | Ret | 6th | 5th |     | 130      |
| 13   | マルクス・オストライヒ         | BMW・M3                                            | DSQ |      | Ret  | 3rd  | 6th | Ret  | Ret | Ret | 3rd | 4th | 3rd | 118      |
| 14   | ダニエレ・トッフォリ           | アルファロメオ・33                                 |     |      |      |      | Ret |      | 9th | Ret | 6th | 5th | 8th | 99       |
| 15   | ヴァルテル・ヴォウラス         | アルファロメオ・75 ターボ                          | 1st | 7th  | 10th | Ret  | 4th | 9th  | 8th |     |     |     |     | 94       |
| 15   | マルセロ・チプリアーニ         | アルファロメオ・75 ターボ                          | 1st | 7th  | 10th | Ret  | 4th | 9th  | 8th |     |     |     |     | 94       |
| 17   | ジャック・ラフィット           | アルファロメオ・75 ターボ                          |     | 10th | 7th  | 6th  | 3rd | 8th  | 5th |     |     |     |     | 86       |
| 18   | カルロ・ロッシ                 | アルファロメオ・75 ターボ                          | 2nd | Ret  | 9th  | 9th  | Ret | 7th  | 3rd |     |     |     |     | 80       |
| 18   | アレッサンドロ・サンティン     | アルファロメオ・75 ターボ                          | 2nd | Ret  | 9th  | 9th  | Ret | 7th  | 3rd |     |     |     |     | 80       |
| 20   | アルミン・ハーネ               | マセラティ・ビトゥルボ フォード・シエラRS500       | 4th | DNQ  | Ret  | Ret  | Ret | 11th | 6th | Ret | Ret |     | 7th | 79       |
| 21   | ヴィンフリート・ヴォクト       | BMW・M3                                            | DSQ |      | Ret  |      | 1st |      |     | 2nd | Ret | Ret |     | 70       |
| 22   | パオロ・バリッラ               | アルファロメオ・75 ターボ                          | Ret | Ret  |      | 6th  | 3rd | 8th  | 5th |     |     |     |     | 67       |
| 23   | イヴァン・カペリ               | BMW・M3                                            | DSQ | 2nd  | 2nd  |      | Ret |      |     |     |     |     |     | 60       |
| 24   | アレッサンドロ・ナニーニ       | アルファロメオ・75 ターボ                          | 3rd | 10th | 7th  |      | 5th |      |     |     |     |     |     | 59       |
| 25   | アンディ・ラウズ               | フォード・シエラRSコスワース フォード・シエラRS500 | Ret | 8th  | 5th  | 5th  |     | Ret  | Ret | Ret | Ret |     |     | 58       |
| 25   | ティエリー・タッシン           | フォード・シエラRSコスワース フォード・シエラRS500 | Ret | 8th  | 5th  | 5th  |     | Ret  | Ret | Ret | Ret |     |     | 58       |
| 27   | リナルド・ドロヴァンディ       | アルファロメオ・75 ターボ                          |     | Ret  | 8th  | 8th  | 2nd | 10th | Ret |     |     |     |     | 54       |
| 27   | ジャン＝ルイ・シュレッサー     | アルファロメオ・75 ターボ                          |     |      | 6th  | 7th  | 3rd |      |     |     |     |     |     | 54       |
| 29   | アラン・ティエボー             | アルファロメオ・33                                 |     |      |      |      | Ret |      | 9th |     |     |     | 8th | 45       |
| 30   | ガブリエル・タルキーニ         | アルファロメオ・75 ターボ                          |     | Ret  |      | 8th  | 2nd | 10th | Ret |     |     |     |     | 43       |
| 31   | ブルーノ・ジャコメリ           | マセラティ・ビトゥルボ                             | 4th | DNQ  | Ret  | Ret  | Ret | 11th |     | Ret |     |     |     | 42       |
| 31   | マルセロ・グネッラ             | マセラティ・ビトゥルボ                             | 4th |      |      | Ret  |     | 11th |     |     |     |     |     | 42       |
| 33   | クラウディオ・ランジェス       | アルファロメオ・75 ターボ                          |     |      | 8th  |      | 2nd |      |     |     |     |     |     | 41       |
| 34   | ディーター・クエスター         | BMW・M3                                            |     |      |      |      | 6th |      |     |     |     |     | 3rd | 39       |
| 35   | アルトフリート・ヘーガー       | BMW・M3                                            | DSQ |      |      |      |     |      |     | 2nd | Ret |     |     | 30       |
| 35   | ニコラ・ラリーニ               | アルファロメオ・75 ターボ                          |     |      |      |      |     | Ret  | 2nd |     |     |     |     | 30       |
| 35   | トマス・リンドストロム         | アルファロメオ・75 ターボ                          |     | 9th  | 12th | 10th | Ret | 6th  | DNS |     |     |     |     | 30       |
| 38   | マイケル・アンドレッティ       | アルファロメオ・75 ターボ                          | 3rd |      |      |      |     |      |     |     |     |     |     | 24       |
| 39   | カルロ・ブランビラ             | アルファロメオ・33                                 |     | Ret  |      |      | Ret |      | 9th |     |     |     |     | 22       |
| 40   | マリオ・ヒッテン               | マセラティ・ビトゥルボ                             |     |      |      |      |     |      | 6th |     |     |     |     | 21       |
| 40   | ニコラ・テシーニ               | マセラティ・ビトゥルボ                             |     |      |      |      |     |      | 6th |     |     |     |     | 21       |
| 42   | マッシモ・シエナ               | アルファロメオ・75 ターボ                          |     |      |      |      | 4th |      |     |     |     |     |     | 20       |
| 43   | スティーブン・アンドスカー     | アルファロメオ・75 ターボ                          |     |      |      |      | Ret | 6th  | DNS |     |     |     |     | 16       |
| 43   | ベルント・シュナイダー         | フォード・シエラRS500                              |     |      |      |      |     |      |     |     |     |     | 7th | 16       |
| 45   | ミカエル・ネーブリンク         | アルファロメオ・75 ターボ                          |     | 9th  | 12th | 10th | Ret |      |     |     |     |     |     | 14       |
| 46   | ブルーノ・ディ・ジオイア       | アルファロメオ・75 ターボ                          |     |      | 11th |      |     |      |     |     |     |     |     | 3        |
| 46   | ジェラール・フェブロ           | アルファロメオ・75 ターボ                          |     |      | 11th |      |     |      |     |     |     |     |     | 3        |

| 色     | 結果                  |
| ------ | --------------------- |
| 金色   | 優勝                  |
| 銀色   | 2位                   |
| 銅色   | 3位                   |
| 緑     | ポイント圏内完走      |
| 青灰色 | ポイント圏外完走      |
| 青灰色 | 周回数不足 (NC)       |
| 紫     | リタイヤ (Ret)        |
| 赤     | 予選不通過 (DNQ)      |
| 赤     | 予備予選不通過 (DNPQ) |
| 黒     | 失格 (DSQ)            |
| 白     | スタートせず (DNS)    |
| 白     | エントリーせず (WD)   |
| 白     | レースキャンセル (C)  |
| 空欄   | 欠場                  |
| 空欄   | 出場停止処分 (EX)     |

* 各レースの総合順位（選手権ポイントの獲得資格がないチームを除く）と各ディビジョンでそれぞれ上位から20点-15点-12点-10点-7点-6点という形で、6位までにポイントが与えられその合算となる。仮にレース総合で3位で、属するディビジョンで1位だった場合、3位12ポイントと1位20ポイントの合計で32ポイントを得ることとなる。すなわち、1レースにおいて獲得可能な得点は最大で40ポイントとなる。

### チーム
| 順位 | チーム                       | ディビジョン | Rd 1 | Rd 2 | Rd 3 | Rd 4 | Rd 5 | Rd 6 | Rd 7 | Rd 8 | Rd 9 | Rd 10 | Rd 11 | 合計ポイント |
| 1    | Eggenberger Texaco Ford No 7 | 3            | -    | 30   | 25   | 40   | -    | 40   | 30   | -    | 23   | 40    | 40    | 268          |
| 2    | Schnitzer BMW M3 No 46       | 2            | -    | 40   | -    | 27   | 12   | 25   | 40   | -    | 35   | 35    | 35    | 249          |
| 3    | Schnitzer BMW M3 No 40       | 2            | -    | 30   | 30   | 35   | -    | -    | -    | 24   | 27   | 25    | 27    | 198          |
| 4    | Eggenberger Texaco Ford No 6 | 3            | -    | 23   | 32   | -    | -    | 30   | 16   | -    | 40   | 27    | 25    | 193          |
| 5    | Bigazzi BMW M3 No 43         | 2            | -    | 24   | -    | 22   | 40   | 32   | -    | 30   | -    | -     | 16    | 164          |
| 6    | CiBiEmme Sport BMW M3 No 42  | 2            | -    | 16   | 40   | -    | -    | 20   | -    | 40   | 22   | -     | 20    | 158          |

## 参照
1. ↑  三「グループAを彩った名マシンたち」『グループAレース クロニクル』、モーターマガジン社、2024年、138頁。
2. ↑  大内明彦「DIVISION 1＆2 CARS FORD,SIERRA RS500」『JTCグループAマシンのすべてグ』、三栄書房、2023年、040頁。
3. ↑  「グループAに強力なニューカマー」『CAR GRAPHIC』第314号、二玄社、1987年、268‐269。
4. ↑  「RACE DIARY」『Racing On』第014号、武集書房、1987年、133頁。
5. ↑  「WORLD NEWS NETWORK」『Racing On』第009号、武集書房、1987年、38頁。
6. ↑  「WORLD NEWS NETWORK」『Racing On』第010号、武集書房、1987年、38頁。
7. ↑  ジョー・サワード「WTC MONZA 500km」『Racing On』第014号、武集書房、1987年、90頁。
8. ↑  ジョー・サワード「1987 REVIEW WORLD TOURING CAR CHAMPIONSHIP」『Racing On Year Book 1987-1988』、武集書房、1988年、81頁。
9. ↑  サワード 1987, p. 88.
10. 1 2  サワード 1987, p. 90.
11. 1 2 3  サワード 1988, p. 81.
12. ↑  「RACE DIARY」『Racing On』第015号、武集書房、1987年、128頁。
13. ↑  「WTC第4戦 ニュルブルクリンク」『オートスポーツ』第480号、三栄書房、1987年、52‐53。
14. ↑  「RACE DIARY」『Racing On』第017号、武集書房、1987年、134頁。
15. ↑  高橋二朗「時の壁」『Racing On』第018号、武集書房、1987年、68-69頁。
16. ↑  「RACE DIARY」『Racing On』第018号、武集書房、1987年、141頁。
17. ↑  「RACE DIARY」『Racing On』第019号、武集書房、1987年、139頁。
18. ↑  「WORLD NEWS NETWORK」『Racing On』第020号、武集書房、1987年、39頁。
19. ↑  「RACE DIARY」『Racing On』第020号、武集書房、1987年、143頁。
20. ↑  AS492 1987, pp. 30‐31.
21. ↑  村瀬 1988, p. 68.
22. ↑  「RACE DIARY」『Racing On』第020号、武集書房、1987年、145頁。
23. ↑  「RACE DIARY」『Racing On』第021号、武集書房、1988年、144頁。
24. ↑  「INTER TEC」『Racing On』第021号、武集書房、1988年、69頁。
25. ↑  「RACE DIARY」『Racing On』第021号、武集書房、1988年、145頁。
26. ↑  「NEWS NETWORK」『Racing On』第022号、武集書房、1988年、39頁。
27. ↑  「RACING ON」『WORLD NEWS NETWORK』第020号、武集書房、1987年、36頁。